# Giovanni Battista Lusieri
Giovanni Battista Lusieri (Roma, 1755 – Atene, 1821) è stato un pittore italiano.

## Biografia
Iniziò come disegnatore topografico e archeologico nella sua città natale, Roma, ma nel 1782 si spostò a Napoli, dove divenne molto apprezzato, soprattutto dai residenti inglesi, per la sua chiarezza e purezza del colore, oltre che per la sua capacità di disegnare profili e prospettive.
Nel 1799 Lusieri fu inviato da Lord Elgin a dirigere un gruppo di scultori e architetti in Grecia e Turchia, per ampliare la sua già grande collezione artistica.  Collaborò quindi all'acquisizione di frammenti del Partenone, oggi conservati al British Museum.
Rimase poco tempo per produrre arte in modo diretto: molti dei suoi acquerelli rimasero incompiuti e molti altri furono persi in un naufragio del 1828.
In età avanzata soffrì di reumatismi e continuò a dipingere ad Atene, nella sua casa sotto l'Acropoli fino alla morte, nel 1821.
Suoi lavori sono conservati nel Getty Museum di Los Angeles. Nel 2012 si è tenuta una mostra sul Lusieri alla National Gallery of Scotland di Edimburgo.